# Xã Garnet, Quận Divide, Bắc Dakota
Xã Garnet (tiếng Anh: Garnet Township) là một xã thuộc quận Divide, tiểu bang Bắc Dakota, Hoa Kỳ. Năm 2010, dân số của xã này là 21 người.